# 谷津義男
谷津 義男（やつ よしお、1934年〈昭和9年〉7月23日 - 2021年〈令和3年〉6月3日）は、日本の政治家。位階は従三位。旭日大綬章受章。
農林水産大臣（第31代）、衆議院内閣委員長、衆議院議員（7期）、群馬県議会議員（3期）等を歴任。

## 来歴・人物
群馬県邑楽郡多々良村（現・館林市）に、父鶴吉・母イソの長男として生まれる。1953年に群馬県立館林高等学校を卒業し、1957年法政大学法学部政治学科を卒業。親戚筋にあたる衆議院議員・福井盛太の秘書となった。埼玉ダイハツ販売勤務を経て1969年から衆議院議員・坂村吉正の秘書となる。1975年に群馬県議会議員に初当選し、連続3期務めた。
1986年、引退する長谷川四郎の地盤を引き継ぎ、第38回衆議院議員総選挙自由民主党公認で旧群馬2区から立候補し初当選。1990年の第39回衆議院議員総選挙では落選したが、1992年の補欠選挙で当選。小選挙区比例代表並立制導入に伴い、1996年の第41回衆議院議員総選挙以降は群馬3区から立候補。
1997年、衆議院内閣委員長に就任。自民党では安倍派→三塚派に所属していたが、1998年に三塚派を離脱し、翌年の志帥会結成に参加。1999年の小渕内閣で農水統括政務次官に就任。2000年12月には第2次森改造内閣で農林水産大臣に任命され、初入閣している。農林水産大臣として中国産シイタケ輸入問題や諫早湾干拓事業問題に取り組んだ。
2005年の郵政国会では、志帥会会長の亀井や平沼らが郵政民営化法案の衆議院本会議における採決で反対票を投じ造反したのに対し、亀井から採決前に説得を受けるも翻意せず、賛成票を投じる（亀井、平沼らは自民党を離党）。2006年、選挙の実務全般を幹事長の下で取り仕切る総務局長を、役員会の正式なメンバーに昇格させた初代選挙対策総局長に就任し、翌2007年の第21回参議院議員通常選挙で実務にあたるが、自民党は大敗。同年8月、選挙対策総局長を辞任した。
2009年の第45回衆議院議員総選挙では、公明党の推薦も受けて群馬3区から立候補したが、民主党の柿沼正明に敗れ、落選した。その後、政界引退の意向を表明した。
2010年12月、館林市名誉市民に推挙。
2021年6月3日5時52分、肝臓がんのため、群馬県館林市の公立館林厚生病院で死去。86歳没。死没日をもって従三位に叙される。

## エピソード
- 群馬県第3区では、大票田の太田市の自民党支持者を中心に、館林市出身の谷津の立候補を好ましく思わない有権者が多く、対立候補を立てる動きがあった。なお対立候補に名前が挙がった1人に、太田市長の清水聖義がいる[要出典]。
- 新宗教崇教真光の43周年秋季大祭に出席し、祝辞を述べた[要出典]。
- 自民党の酒税問題プロジェクトチームの座長を務め酒類小売業者の経営の改善等に関する緊急措置法を議員立法で成立させた[要出典]。

## 政策
- 人権擁護法案に反対[要出典]。
- 選択的夫婦別姓制度導入に反対[13]。

## 所属していた団体・議員連盟
- 神道政治連盟国会議員懇談会
- 日本会議国会議員懇談会
- 日韓議員連盟
- 真の人権擁護を考える懇談会
- 地球規模問題に取組む国際議員連盟
- 群馬県サッカー協会（会長）[4]

## 著書
- 共著
  - 田端正広・谷津義男『自然再生推進法と自然再生事業』ぎょうせい、2004年9月。
  - 谷津義男・北川知克・盛山正仁・末松義規・田島一成 ほか『生物多様性基本法』ぎょうせい、2008年11月16日。
- 論文等
  - 「基調講演 アジアの水と人口 （APDA主催-人口・開発アジア国会議員代表者会議-ホーチミン市宣言採択）、『人口と開発』（85）、28〜33ページ、2004年1月。
  - 「平成16年度党運動方針(要旨)-育てよう改革の芽、参議院選挙に勝つ(第70回自由民主党大会)-」『月刊自由民主』（通号612）、70〜84ページ、2004年3月。
  - 「政策提言 公共事業大幅見直し-21世紀に相応しい姿へ(中止勧告233事業決定)-」『月刊自由民主』（通号 571）、46〜51ページ、2000年10月。